# 高为峰
高为峰（1943年—2020年10月3日），福建省福州市人，中华人民共和国教育家。

## 生平
1964年，毕业于厦门大学，同年8月进入长春建筑高等专科学校工作，担任环境工程系副主任，之后历任副校长、校长。1984年3月加入中国共产党。1996年6月，担任长春师范学院校长兼任长春建筑高等专科学校校长。2000年3月，长春建筑高等专科学校、长春工业高等专科学校、长春水利电力高等专科学校合并组建长春工程学院，他出任校长。2004年1月退休。
2020年10月3日在长春市逝世，享年77岁。